# Glyptoscelis illustris
Glyptoscelis illustris är en skalbaggsart som beskrevs av George Robert Crotch 1873. Glyptoscelis illustris ingår i släktet Glyptoscelis och familjen bladbaggar. Inga underarter finns listade i Catalogue of Life.